# Kollegiatstift Herrieden

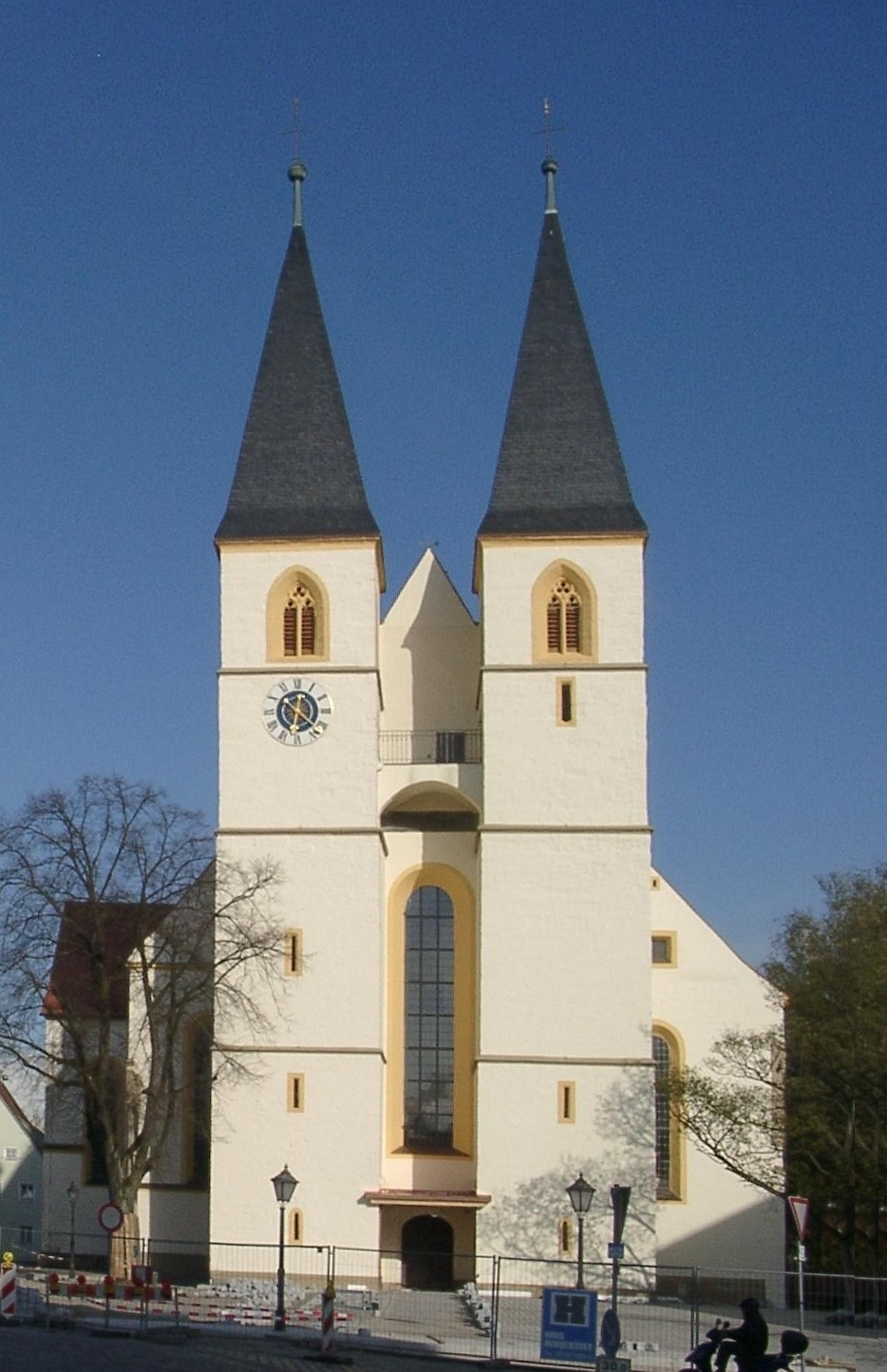
Ehemalige Stiftskirche Herrieden

Das Kollegiatstift Herrieden ist ein ehemaliges Kloster und späteres Kollegiatstift in Herrieden in Bayern (Diözese Eichstätt).

## Geschichte
Das Benediktinerkloster wurde um 797 durch Graf Cadolt, einen fränkischen Adligen, gegründet. Gründerabt war der hl. Deocar. Zu diesem Zeitpunkt war Gerhoh Bischof von Eichstätt. Der dritte Abt Luitpert von Herrieden wurde 863 Erzbischof von Mainz.
888 wurde das Kloster dem Eichstätter Bischof Erchanbald übereignet und wurde Wirkungsstätte von Kanonikern. Bis zur Säkularisation bestimmten die Stiftsherren das Leben im Ort Herrieden, dem 1230 das Stadtrecht verliehen wurde. Das inzwischen St. Vitus geweihte Stift (Veitsstift) gehörte zum reichsunmittelbaren Hochstift Eichstätt.
Im Jahre 1358 erhielt das Stift von Kaiser Karl IV. eine vergoldete Monstranz, eine Reliquie des heiligen Veit sowie einen Schutzbrief für das Stift. Die Gaben des Kaisers befinden sich noch heute im Besitz der Kirche.
Jakob Fugger studierte in Herrieden und bereitete sich auf seinen endgültigen Eintritt als Stiftsherr vor, bis er durch den unerwarteten Tod seiner Brüder 1478 das Familienunternehmen in Augsburg übernahm.

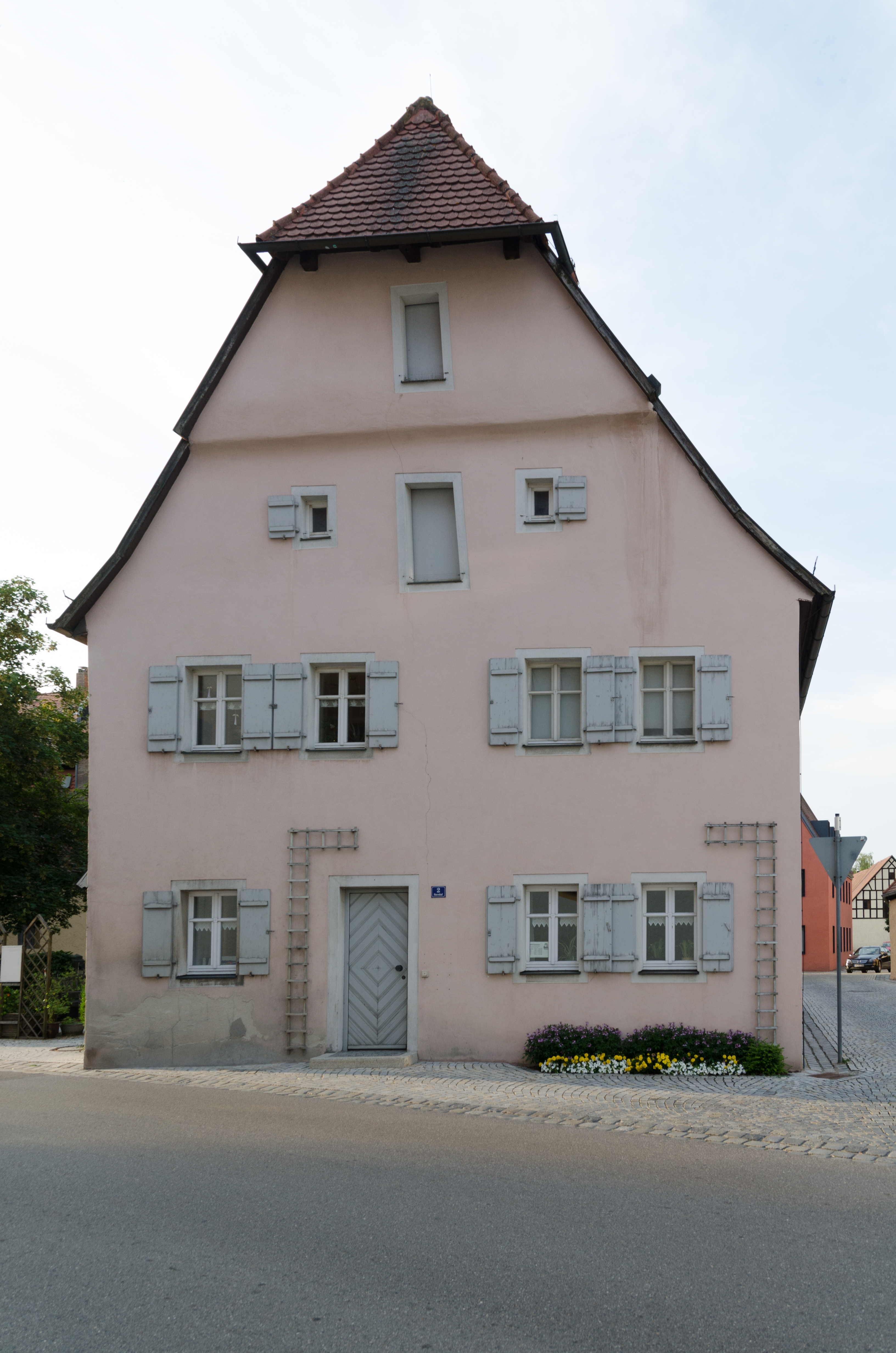
Herrnhof, ehemalige Probstei

Von 1703 bis 1704 war Herrieden der Regierungssitz des Eichstätter Fürstbischofs Johann Martin von Eyb, der im Spanischen Erbfolgekrieg hierher geflüchtet war.
1792 wurde Herrieden preußisch und kam erst 1806 an das Königreich Bayern. Das Kollegiatstift wurde in der Folge säkularisiert. Die gesamte Anlage blieb erhalten. 
Die Stiftskirche Herrieden wurde zur Pfarrkirche des Ortes. Archiv und Bibliothek wurden erst 1935 bzw. 1946 in das Diözesanarchiv Eichstätt überführt.

## Vorhandene Bauten
- Stiftsbasilika St. Vitus und St. Deocar
- Katholische Nebenkirche St. Martin
- Herrnhof, ehm. Wohnsitz des Stiftspropstes
- Fronveste
- Kasten